# Instituto de la Mujer
L'Institut de les Dones, antic Institut de la Dona, és un organisme autònom espanyol, adscrit al Ministeri d'Igualtat, a través de la Secretaria d'Estat d'Igualtat i contra la Violència de Gènere.
Creat el 24 d'octubre de 1983, en la II legislatura, les seves polítiques, agrupades sota els successius Plans d'Igualtat, han estat sempre encaminades a eliminar les diferències per raons de sexe i a afavorir que les dones no fossin discriminados en la societat.
L'Institut va estar adscrit al Ministeri de Cultura fins a 1988, any en el qual va ser adscrit al Ministeri d'Afers Socials, unit al de Treball posteriorment. A partir de 2004 va ser adscrit a la Secretaria General de Polítiques d'Igualtat; des de 2008 va formar part del recentment creat Ministeri d'Igualtat, fins a la seva supressió a l'octubre de 2010; des de llavors va quedar integrat en el Ministeri de Sanitat, Política Social i Igualtat fins que el 2018 Pedro Sánchez el va adscriure al Ministeri de la Presidència. Des de l’any 2020, està adscrit al Ministeri d’Igualtat de la ministra Irene Montero.
Es tracta de l'organisme del Govern central que promou les polítiques d'igualtat entre dones i homes d'àmbit estatal. No obstant això, les polítiques socials es troben a Espanya àmpliament descentralitzades, i cada Comunitat Autònoma gestiona les polítiques i actuacions d'àmbit regional.

## Història
Al desembre de 1978, la promulgació de la Constitució Espanyola va suposar el reconeixement de la igualtat davant la llei d'homes i dones com un dels principis inspiradors del nostre ordenament jurídic.
No obstant això, la pràctica evidenciava que, perquè les dones accedeixin a la igualtat d'oportunitats, no era suficient amb els canvis de lleis. Conscients de la necessitat de promoure polítiques actives d'igualtat, un grup de dones de l'esquerra política, i del moviment feminista es va mobilitzar per exigir un organisme dins de l'Administració espanyola, similar al que ja existia en altres països, responsable d'elaborar polítiques d'igualtat, de proposar-les-hi al Govern i de coordinar les accions dels diferents ministeris en aquest àmbit.
Després de la victòria del Partit Socialista Obrer Espanyol en 1982, es va crear l'Instituto de la Mujer per Llei 16/1983, de 24 d'octubre, amb la finalitat primordial, en compliment i desenvolupament dels principis constitucionals recollits en els articles 9.2 i 14 de promoure i fomentar les condicions que possibilitin la igualtat social de tots dos sexes i la participació de les dones en la vida política, cultural, econòmica i social. La seva primera directora va ser Carlota Bustelo García del Real (1983-1988).
El treball de l'Institut en els seus inicis es va centrar en la realització de campanyes d'informació sobre els drets de les dones, fonamentals perquè les dones poguessin exercir i reivindicar aquests drets que moltes encara no coneixien. També va posar sobre la taula el problema dels maltractaments i va fer estudis sobre la situació de les dones a Espanya, els resultats de les quals van ser difosos.
Aviat aquestes accions es van veure complementades amb una important activitat internacional, reforçada, per l'adhesió d'Espanya a la Comunitat Europea efectiva l'1 de gener de 1986 i un canvi legislatiu.
En 1985 es va reformar el Codi Penal per permetre la interrupció voluntària de l'embaràs, en 1988 en el 31 Congrés Federal del Partit Socialista es va adoptar el sistema de participació de la llei de quotes que garantia almenys el 25 % dels càrrecs de representació orgànica per a les dones decisió que va repercutir en l'augment del nombre de dones ocupant escons en el Congrés de Diputats que es va incrementar a més del doble passant del 6,3 % al 12,9 % en les eleccions generals de 1989. També en 1989 es va aprovar la llei d'ampliació del permís de maternitat o paternitat a 16 setmanes.

### La política institucional per a la igualtat: els Planes per a la Igualtat d'Oportunitats de les Dones
Sorgida després de la creació de l'Institut de la Dona es va concretar en successius Planes per a la Igualtat d'Oportunitats de les Dones (PIOM), encamina la política institucional per a la igualtat d'oportunitats a eliminar les diferències per raons de sexe i a afavorir que les dones no anessin discriminades en la societat.

#### Primer Pla: 1988-1990
Presentat al setembre de 1987, suposava una estratègia política per millorar la situació social de les dones a través de 120 mesures agrupades en sis àrees: Igualtat en l'ordenament jurídic; Família i protecció social; Educació i cultura; Ocupació i relacions laborals; Salut; Cooperació internacional i associacionisme.
Aquest primer pla es va confeccionar seguint el model dels programes per a la igualtat d'oportunitats entre dones i homes de la Comunitat Europea, a la qual Espanya s'havia incorporat recentment.

#### Segon Pla: 1993-1995
Va tenir com a finalitat bàsica l'adopció de mesures per avançar des de la igualtat formal cap a la igualtat real, és a dir, la promoció i el desenvolupament de mesures d'acció positiva, principalment, en els àmbits de l'educació, la formació i l'ocupació. Contenia 172 actuacions específiques dirigides a afavorir a les dones el seu lliure desenvolupament, i la seva participació activa al món de la cultura, del treball i de la política.

#### Tercer Pla: 1997-2000
Va suposar la introducció del principi d'igualtat en totes les polítiques del Govern i la promoció de la participació de les dones en totes les esferes de la vida social, amb la finalitat de que es convertissin en agents copartícipes de la presa de decisions. En aquest Pla s'assumeixen els compromisos adquirits de la Plataforma d'Acció aprovada en la IV Conferència Mundial de les Dones de Beijing, així com les orientacions del IV Programa d'Acció Comunitari.

#### Quart Pla: 2003-2006
Es va basar en les directrius marcades per l'Estratègia Marc Comunitària sobre la Igualtat entre Homes i Dones (2001-2005), i buscava potenciar el wiktionary:es:mainstream de gènere, promovent, en aquelles àrees on fos necessari, polítiques positives d'igualtat d'oportunitats.

#### Pla Estratègic d'Igualtat d'Oportunitats 2008-2011
En la VIII Legislatura el govern de José Luis Rodríguez Zapatero va crear la Secretaria General de Polítiques d'Igualtat dins del Ministeri de Treball i Assumptes Socials, a la qual es va adscriure l'Institut de la Dona.
La Secretaria General de Polítiques d'Igualtat va ser l'organisme que, juntament amb l'Institut de la Dona, va impulsar l'aprovació de les dues lleis més significatives d'aquesta legislatura:
- La Llei Orgànica 1/2004, de 28 de desembre, de Mesures de Protecció Integral contra la violència de Gènere
- La Llei Orgànica 3/2007, de 22 de març, per fer efectiva la igualtat de dones i homes (LOIEMH).[14]

Ambdues lleis van ser les de més llarg abast en el desenvolupament del dret a la igualtat de tracte i oportunitats de les dones a Espanya fins a aquest moment, establint de forma general la introducció del principi d'igualtat de tracte de dones i homes en totes les estructures de la societat.

## Serveis

### Centre d'Informació dels drets de la dona
A través del Centre d'Informació dels Drets de les Dones (que disposa d'un telèfon d'Informació gratuït 24 Hores), es facilita assessorament sobre diferents temes:
- Legislació matrimonial i laboral
- Maltractaments, agressions
- Legislació social, ajudes a la creació d'ocupació, associacionisme
- Orientació d'ocupació: Treball Autònom, Assalariat, Cooperatives, Formació Professional Ocupacional, Oficines d'Ocupació, etc.

També es poden presentar denúncies sobre fets concrets que vulnerin el principi d'igualtat i de no discriminació per raó de sexe.

### Programa d'Educació de l'Institut de la Dona
Els seus principals objectius són:
- Publicació d'obres i divers material informatiu i de divulgació amb la finalitat de difondre el coneixement sobre les dones.
- Promoure la recerca sobre usos lingüístics que nomenen la diferència sexual femenina i masculina.
- Col·laborar amb els mitjans de comunicació perquè ofereixin un tractament adequat de la imatge de les dones en les notícies i als programes de radi, televisió i premsa.

### Altres funcions de l'Institut de la Dona
- Dur a terme iniciatives per sensibilitzar[16] sobre la igualtat de gènere.
- Formar en matèria d'igualtat entre dones i homes, mitjançant accions formatives directes o promovent el seu desenvolupament per part d'altres agents.
- Fomentar relacions amb institucions similars de les Comunitats Autònomes i de l'Administració Local.

### Informació i Assessorament per a Emprenedores i Empresàries (Programa PAEM)
El seu objectiu principal és el de promoure l'autoocupació i l'activitat empresarial de les dones. En aquest Programa, cofinançat pel Fons Social Europeu
Està dirigit a dones amb:
- Inquietud emprenedora
- Una idea o projecte de negoci
- Un pla de modernització o ampliació

### Programes de salut i serveis socials
- Promou la incorporació d'un enfocament biopsicosocial i de gènere en les polítiques sanitàries, als programes de prevenció i en la pràctica clínica.
- Promou la formació i sensibilització dels i les professionals de la salut.
- Promou programes de salut amb col·lectius de dones en situació o risc d'exclusió.
- Impulsa la implementació del mainstreaming de gènere en polítiques de salut en coordinació amb els àmbits central i autonòmic.

### Gestió fons europeus
L'Institut de la Dona té una doble funció en relació als Programes Europeus cofinançats pels Fons Estructurals: el Fons de Desenvolupament Regional Europeu (FEDER), el Fons Social Europeu (FSE) i el Fons de Cohesió:
1. Promoure la igualtat entre homes i dones i la integració de les qüestions de gènere en les diferents etapes d'execució dels Fons (Art. 16 del Reglament (CE) nº 1083/2006  del Consell.) L'instituto de la Mujer és membre dels Comitès de Seguiment dels citats Fons.
2. Ser l'organisme intermedi o gestor de projectes en l'àmbit dels següents Programes Operatius del període 2007-2013.

## Biblioteca de dones
Des de 2006 l'Institut de la Dona custodia els fons de la Biblioteca de Dones de Madrid amb un fons de més de 30.000 volums, compost per estudis i assajos feministes, femenins i misògins (tant d'autores com d'autors), biografies, obres de creació artística i literària, a més de literatura grisa, revistes i col·leccions especials com a agendes, calendaris, cartells, fullets, segells, adhesius, targetes, còmics, xapes, etc.

## Directores
- Carlota Bustelo García del Real (1983-1988)
- Carmen Martínez Ten (1988-1991)
- Purificación Gutiérrez López (1991-1993)
- Marina Subirats i Martori (1993-1996)
- Concepción Dancausa Treviño (1996-2000)
- María del Pilar Dávila del Cerro (2000)
- Carmen Lucía de Miguel y García (2002-2003)
- Miriam Tey de Salvador (2003-2004)
- Rosa Maria Peris Cervera (2004-2009)
- Laura Seara Sobrado (2009-2011)
- Teresa Blat Gimeno (2011-2012)
- Carmen Plaza Martín (2012-2015)
- Rosa Urbón Izquierdo (2015-2017)
- Lucía del Carmen Cerón Hernández (2017- juny 2018)
- Silvia Buabent Vallejo (juny 2018 - març 2019)[19]
- Antonia Morillas González (maig 2021 - juny 2023)[20]
- Ana Varela Mateos (juny 2023 - desembre 2023)
- Isabel García Sánchez (desembre 2023 - )